# 정선국
정선국(1987년 11월 27일 ~)은 대한민국의 가수 겸 작곡가다.

## 방송
- 슈퍼스타K (시즌 1) (2009) - Top8
- 슈퍼투어 (2011) - 진행
- 내일은 국민가수 (2021) - Top111

## 음반
- Love (2009)
- SQUALL (2018)
- We Can Be Together (2018)
- Kill Me When You Love (feat. ODEE) (2019)
- 2019 인디스땅스 (2019)